# Balonstvo
Balonstvo je grana zrakoplovstva koja se bavi zrakoplovima lakšim od zraka (balonima i zračnim brodovima) i njihovom organizacijom. Dijeli se na vojno i civilno balonstvo. Balonstvo je bilo jedina grana zrakoplovstva do pronalaska aviona.
Civilno balonstvo ima znanstvene, športske i transportne namjene. Uključuje balone i zračne brodove. Civilno balonstvo športske namjene je jedan od športskog zrakoplovstva.
Vojno balonstvo je ranije korišteno za izviđanje, kontrolu i korekturu artiljerijske vatre te bombardiranje. U svom sastavu je imala balonea i zračne brodovea. 

## Vanjske poveznice

### Organizacije
- FAI balonski komitet
- Međunarodno udruženje  Arhivirana inačica izvorne stranice od 11. rujna 2017. (Wayback Machine)

### Balonstvo
- Web stranica o balonstvu
- Simulator balona
- Solarni baloni  Arhivirana inačica izvorne stranice od 8. listopada 2016. (Wayback Machine)
- Povijest balona